# Николас Винтон
Николас Винтон (енгл. Sir Nicholas George Winton; Лондон, 19. мај 1909 – 1. јул 2015) је био енглески хуманитарац који је учествовао у спасавању деце, углавном јеврејске, из Чехословачке уочи Другог светског рата. Рођен је у немачко-јеврејској породици која је емигрирала у Енглеску почетком 20. века.
Током кратке посете Чехословачкој помогао је да се састави списак деце којој је било потребно спасавање и, враћајући се у Британију, радио је на испуњавању законских услова за довођење деце у Британију и проналажење домова за њих. Ова операција је касније постала позната као чешки Киндертранспорт (немачки назив за „дечији превоз").
Његова хуманитарна достигнућа остала су непримећена од света скоро 50 година све до 1988. године када је позван у телевизијски програм „То је живот!" (енгл. That's Life!), где се поново срео са десетинама деце у чијем је спасавању учествовао. Британска штампа га је прославила и назвала „Британским Шиндлером“. Преминуо је у сну, 2015. године, у 106. години.

## Детињство и младост
Винтон је рођен 19. маја 1909. у Лондону. Имао је старију сестру Шарлот и млађег брата Роберта. Родитељи су му били немачки Јевреји који су се две године раније преселили у Лондон. У то време су се презивали Вертхајм, али су га променили у Винтон у настојању да се интегришу. Такође, у том периоду, прешли су у хришћанство.
У школи је постао изванредан мачевалац, и изабран је за британски тим 1938. године. Надао се да ће се такмичити на следећим Олимпијским играма, али су игре отказане због Другог светског рата.

## Акција спасавања деце
Непосредно пре Божића 1938. Винтон је планирао да отпутује на скијање у Швајцарску. Након позива у помоћ Мари Шмолке и Дорин Воринера, одлучио је да посети Праг и помогне Мартину Блејку, који је био у Прагу као сарадник британског комитета за избеглице из Чехословачке, и позвао је Винтона да га замоли да помогне у јеврејском социјалном раду. Заједно са Чехословачким комитетом за избеглице, британски и канадски добровољци као што су Винтон, Тревор Чедвик и Беатрис Велингтон радили су на организовању помоћи деци која су била у опасности од нациста. Свеукупно, Винтон је провео месец дана у Прагу и отишао у јануару 1939, шест недеља пре немачке окупације Чехословачке. У новембру 1938, након Кристалне ноћи у Немачкој под нацистичком управом, Доњи дом је одобрио меру којом се дозвољава улазак у Британију избеглицама млађим од 17 година, под условом да имају смештај и гаранцију од 50 фунти (приближно 3.600 фунти прилагођено за инфлација од 2021. године) по особи за њихов евентуални повратак у сопствену земљу.
Велика препрека је било добијање званичне дозволе за прелазак у Холандију, где је деца требало да се укрцају на трајект. Након Кристалне ноћи у новембру 1938, холандска влада је званично затворила своје границе за све јеврејске избеглице. Међутим, Винтон је успео, захваљујући гаранцијама које је добио од Британије. После првог воза, процес преласка Холандије текао је без проблема. Винтон је на крају пронашао домове у Британији за 669 деце, чији су многи родитељи страдали у концентрационом логору Аушвиц.
Последња група деце, која је требало да напусти Праг 1. септембра 1939, није могла да оде, јер је са Хитлеровом инвазијом на Пољску истог дана, почео Други светски рат. Од 250 деце која је требало да пођу тим возом, само двоје је преживело рат.